# Totka Petrova
Totka Petrova (Bulgaria, 17 de diciembre de 1956) es una atleta retirada especializada en la prueba de 1500 m, en la que consiguió ser subcampeona europea en 1978.

## Carrera deportiva
En el Campeonato Europeo de Atletismo de 1978 ganó la medalla de bronce en los 1500 metros, con un tiempo de 4:00.15 segundos, llegando a meta tras la soviética Giana Romanova que con 3:59.01 segundos batió el récord de los campeonatos, y la rumana Natalia Marasescu (plata).